# Barnes FC
Der Barnes FC (offiziell: Barnes Football Club) ist ein englischer Fußballverein aus dem Londoner Stadtteil Barnes. Als einer der historisch bedeutsamsten Klubs spielte er eine größere Rolle in der frühen Entwicklung des Fußballsports und war zudem erster Sieger einer Partie im FA Cup.

## Vereinsgeschichte

### Geschichte des historischen Barnes FC
Der Barnes Football Club wurde im Jahr 1862 von Ebenezer Cobb Morley gegründet und gilt als sechstältester Fußballverein in England. Morley wurde im Jahr darauf der erste Verbandssekretär der englischen Football Association und die frühe Verbindung des Barnes FC mit dem nationalen Fußballverband wurde auch dadurch deutlich, dass mit Robert Willis (1866–1867) und Robert Graham (1867–1870) zwei weitere Barnes-Mitglieder Morley bei der FA nachfolgten. Schon früh legte sich der Klub auf blau-weiße Vereinsfarben, die Spielstätte Barnes Green (wenngleich auch Partien in Barn Elms bestritten wurden) sowie die Gaststätte White Hart als inoffiziellen Sitz des Klubs fest.
Der Barnes FC nahm an der Erstauflage 1871/72 des FA Cups teil und besiegte in der ersten Runde des Wettbewerbs am 11. November 1871 eine Auswahl des Civil Service mit 2:0. Bis zum letzten Auftritt in der Saison 1885/86 trat der Barnes 14-Mal im FA Cup an. Die beste Leistung zeigte der Klub in der Spielzeit 1878/79 mit dem Erreichen der dritten Runde, in der man mit 1:2 der Oxford University unterlag. Der Barnes FC gehörte 1877 ebenfalls zu den zehn Gründungsmitgliedern der Surrey County Football Association. Bekanntester Spieler des Vereins war neben dem ersten Kapitän Morley sein Nachfolger Charles Morice, der Ende November 1872 auch Teil der englischen Nationalmannschaft war, die in Glasgow im Hamilton Crescent das erste Fußball-Länderspiel gegen Schottland (0:0) bestritt.
Nachdem dem letzten Auftritt in der FA-Cup-Saison 1881/82 und einem Zweitrundenaus gegen die Old Carthusians (1:7) verliert sich die weitere Spur des historischen Barnes FC mit einer mutmaßlichen Auflösung in den folgenden Jahren des späten 19. Jahrhunderts.

### Neuauflagen eines Barnes Football Clubs

#### Entwicklungen vor und nach dem Zweiten Weltkrieg
Erst im Jahr 1926 machte ein in Barnes heimischer Klub wieder auf sich aufmerksam, als Leslie Kilsby und Robert Sears den Verein unter dem Namen „Barnes Albion“ erneut ins Leben riefen. In der neu geschaffenen Barnes & District League gewann Barnes Albion in den Jahren 1928/29, 1929/30 und 1930/31 die Meisterschaft sowie 1932 den Barnes Challenge Cup. Im weiteren Verlauf der 1930er-Jahre nahm der Klub dann an der leistungsstärkeren Southern Suburban League teil und, mittlerweile wieder in Barnes FC umbenannt, bestritt die Mannschaft ihre Heimspiele im The United Services Club, nahe der Barnes Bridge.
Kilsby diente dem Barnes FC bis 1939 als Vereinssekretär und wurde nach dem Zweiten Weltkrieg zum Präsidenten ernannt. Die Nachkriegszeit brachte einige lokale Achtungserfolge mit sich. Dazu zählte in der Saison 1947/48 das Erreichen des Endspiels im Surrey County Junior Cup. Im Jahr darauf schloss man sich der Surrey County Intermediate League an und errang auf Anhieb bei nur einer Niederlage in 26 Spielen die Meisterschaft. In der Saison 1949/50 blieb der Barnes FC bei der Titelverteidigung komplett ohne Niederlage und erreichte im lokalen Pokalwettbewerb ein weiteres Mal das Finale. In den 1960er-Jahren trat der Klub der Middlesex League bei, war dort jedoch bis 1976 ohne nennenswerte Errungenschaften unterwegs. Auch die weiteren Jahre in der Wimbledon League sowie der Surrey Combination League waren gekennzeichnet durch inkonstante Leistungen und Ergebnisse. Geführt wurde der Klub in dieser Zeit langjährig durch Tom Stephens, der dem Barnes FC zunächst zwischen 1950 und 1963 als ehrenamtlicher Vereinssekretär gedient hatte und danach zum Präsidenten befördert wurde.
In den späten 1980er-Jahren hatte der Klub vermehrt mit finanziellen Problemen und ausbleibendem Zuschauerzuspruch zu kämpfen, so dass Stephens und der damalige Trainer Terry Beaver verkündeten, dass der Barnes FC die Fußballbühne verlassen würde. Kurz nach dieser Ankündigung löste sich der Klub auf.

#### Aktuelles
Im Juni 2021 belebten mit Janice Kilsby und Julie Burgess zwei Enkel des Ex-Präsidenten Leslie Kilsby gemeinsam mit weiteren einheimischen Unterstützern den Barnes FC neu. Unter der Führung des neuen Vereinsvorsitzenden Ranko Davidov soll der Klub in der heimischen Community moderne Strukturen entwickeln und mittelfristig semiprofessionell aufgestellt werden. In der Saison 2022/23 trat der Barnes FC nach insgesamt 32 Jahren wieder in einem organisierten Ligabetrieb an und belegte in der Intermediate Division 2 der Surrey South East Combination League den siebten Platz (von insgesamt zwölf Teams).